# بشير الجميل
بشير بيار الجُمَيِّل (10 نوفمبر 1947 - 14 سبتمبر 1982)، قائد عسكري لبناني، قاد القوات اللبنانية (الجناح العسكري لحزب الكتائب) خلال الحرب الأهلية. انتخب رئيسًا للبنان عام 1982.
ولد الجميل في بيروت، وإنضمّ إلى حزب الكتائب الذي أسسه والده بيار الجميل. تولّى قيادة الجناح العسكري للكتائب مع بداية الحرب الأهلية ضد الحركة الوطنية ومنظمة التحرير الفلسطينية، وتلقّى دعمًا سياسيًا وعسكريًا من إسرائيل. شاركت قواته في مذابح السبت الأسود، ومجزرة الكرنتينا، ومجزرة تل الزعتر، حيث قُتل المئات من المدنيين الفلسطينيين واللبنانيين، كما قاد معركة زحلة وحرب المئة يوم ضد الجيش السوري.
تمكّن من فرض نفسه قائدًا للمسيحيين بعد تصفية منافسيه ضمن الجبهة اللبنانية من خلال مجزرة إهدن ومجزرة الصفرا حيث قام أعضاء من القوات اللبنانية بقتل طوني فرنجية زعيم جيش تحرير زغرتا بالإضافة إلى أعضاء ميليشيا النمور.
في 23 أغسطس 1982، أنتخبه مجلس النواب رئيسًا للجمهورية خلال الاجتياح الإسرائيلي للبنان، إلا أنّه أُغتيل في 14 سبتمبر قبل أن يستلم المنصب، عندما إنفجرت قنبلة في معقل الكتائب في الأشرفية. تبيّن لاحقًا أن المسؤول عن العملية هو حبيب الشرتوني، العضو في الحزب السوري القومي الإجتماعي.
يوصف الجميل بأنه «أكثر شخصية إثارة للجدل في لبنان»، فهو يحظى بشعبية لدى المسيحيين، الذين يرون فيه مقاومًا وشهيدًا، إلا أنّ معارضيه ينتقدونه بسبب جرائم الحرب ويعتبرونه خائنًا للوطن نظرًا لعلاقته بإسرائيل.

## النشأة
ولد بشير الجميل في الأشرفية في مدينة بيروت يوم 10 نوفمبر 1947، وكان أصغر طفل في عائلة تعود أصولها إلى قرية بكفيا في قضاء المتن، وهي عائلة سياسية مسيحية بارزة. والده بيار الجميل قام بدراسة علم العقاقير في أوروبا وأسس، عند عودته إلى لبنان، حزب الكتائب كحركة شبابية في 1936، متأثرًا بالأحزاب الفاشية الإسبانية والإيطالية التي رآها هناك. وصل أعضاء الحزب إلى 40,000 وأصبح وزيرًا في الحكومة. أستهدف مرتين في محاولتي اغتيال، قبل أن يتوفى عام 1982.
إلتحق الجميل بمدرسة نوتردام الجمهور، لكنّه طرد منها عام 1962 بسبب «تعصّبه لحزب الكتائب»، وإنتقل بعدها إلى مؤسسة لبنان الحديثة في الفنار، التي كان يديرها صديق والده الأب ميشال خليفة. أكمل دراسته الجامعية في جامعة القديس يوسف في بيروت. بعد أن درّس مادة التربية ثلاث سنوات في مؤسسة لبنان الحديث، تخرّج في 1971 بشهادة بكالوريوس في القانون ولاحقًا في العلوم السياسية عام 1973. في 1972، سافر إلى الولايات المتحدة ليستكمل تعليمه في مركز القانون الأمريكي والدولي بالقرب من مدينة دالاس. عاد إلى لبنان في سبتمبر من نفس العام، وإنضم في 1972 إلى نقابة المحامين وفتح مكتبًا في شارع الحمراء في بيروت الغربية.

## حزب الكتائب

### الإنضمام للحزب
إنضم الجميل إلى قطاع الشباب بحزب الكتائب عندما كان بعمر 12 سنة. أمضى وقتًا طويلًا مع الجناح العسكري للحزب بعد أزمة 1958، وحضر إجتماعات قطاع التلاميذ وترأس دائرة الكتائب في جامعة القديس يوسف بين 1965 و1971. في 1968، شارك في ندوة طلابية نظمتها جريدة الأوريان، بعد النزاعات التي حدث في الجامعات اللبنانية بين الطلاب المسلمين واليساريين الذين يدعمون المقاومة الفلسطينية في لبنان من جهة، والقوميين المسيحيين الذين كان الجميل ضمنهم من جهة أخرى.

### الدخول في الجناح العسكري
مع نهاية السيتينيات، خضع بشير الجميل لتدريب شبه عسكري في بكفيا، وعيّن قائد لإحدى الفرق ضمن قوى الكتائب النظامية. تبعًا للصراعات بين الجيش اللبناني ومنظمة التحرير الفلسطينية في 1968 و1969، قام الجميل مع بداية السبعينيات بتجميع طلاب من الأشرفية، وأشرف على تدريبهم في في معسكر الطابرية التدريبي، الموجود قرب بشري في قضاء كسروان. كانت هذه بداية ما أصبحت لاحقًا سرية الطلاب الأولى في ميليشيا القوات اللبنانية. في هذه الفترة، كان الجميل ضابطًا في ميليشيا تحت قيادة وليم حاوي، مؤسس قوى الكتائب النظامية.
في 1970، أختطف مقاتلين فلسطينيين الجميل، واقتيد إلى مخيم تل الزعتر حيث تعرّض للضرب. أُطلِّق سراحه بعد ثمانية ساعات بعد توسّط وزير الداخلية آنذاك كمال جنبلاط عند ياسر عرفات، ويعتقد أن هذه الحادثة سبّبت كراهية عند الجميل تجاه الفلسطينيين. إنضم لاحقًا إلى فرقة ب.ج. التي كونها وليم حاوي. تقرّب من جان نادر، رئيس قطاع الكتائب في الأشرفية آنذاك، وأصبح نائب في الفترة بين 1971 و1975.
تولّى في الفترة التالية قيادة فرقة ب.ج. بترشيح من أعضائها. كان المجموعة مكونة من 12 عضوًا ذوي تدريب خاص، أمثال فؤاد أبو نادر، فادي أفرام، إيلي حبيقية، وعرفوا بعنفهم في المعارك، لكنّهم لم يخضعوا لسيطرة قيادة الحزب مباشرةً. أراد الجميل أن يترشح لمنصب نائب رئيس الحزب، إلا أن رجاله طلبوا منهم أن يركّز على قيادة القوات اللبنانية.
قدّم الجميل إستقالته من الحزب في 1976، إعتراضًا على موافقة المجلس السياسي للكتائب على دخول قوات الردع العربية المكوّنة من القوات المسلحة السورية إلى لبنان لإنهاء الحرب الأهلية.

## القيادة العسكرية

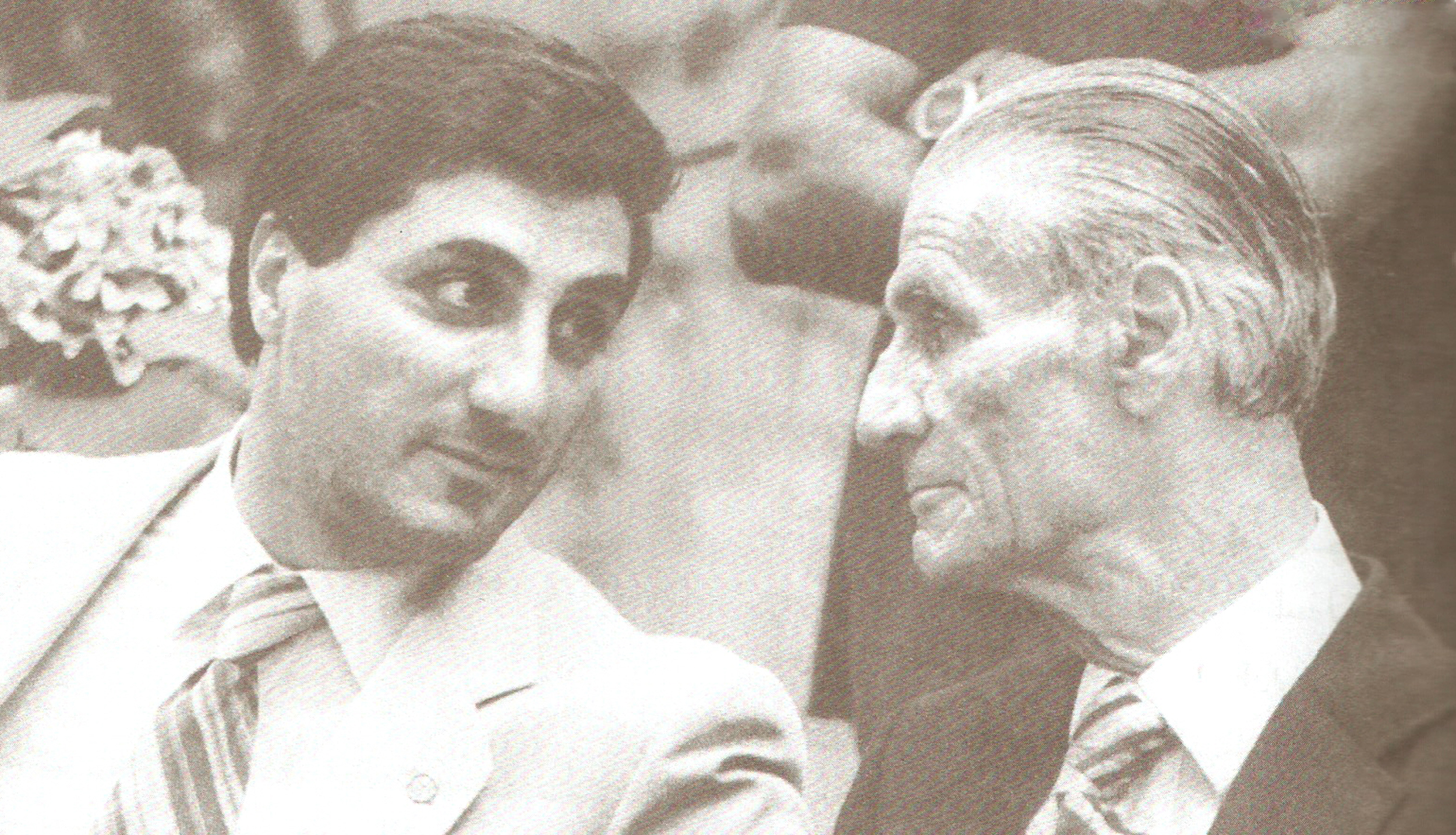
بشير الجميل مع والده بيار

### الصراع مع منظمة التحرير والحركة الوطنية

#### السبت الأسود
في 1975، إثر مقتل أربع مقاتلين تابعين للكتائب، أمر الجميل قواته بالإنتشار في الشوارع، وقاموا باختطاف مئات اللبنانيين المسلمين والفلسطينيين وقاموا بقتلهم بناءًا على بطاقات الهويّة التي تدل على الطائفة. يؤكّد كريم بقرادوني أنّ الجميل اعترف أمامه بذلك، إلا أن ميشال سماحة، وهو عضو في الكتائب، ينفي الحادثة ويدّعي أن الجميل كان في دمشق في وقتها.

#### مجزرة الكرنتينا ومجزرة الدامور
في 18 يناير 1976، قاد الجميل إجتياح مخيم الكرنتينا قرب مرفأ بيروت، ونتج عنه مقتل حوالي 1000 مقاتل فلسطيني ومدني فيما عرف بمجزرة الكرنينا. بعد يومين فقط، ردت
فصائل فلسطينية بالهجوم على قرية الدامور فيما عرف بمجزرة الدامور.

#### مجزرة تل الزعتر ومعركة الفنادق
في نفس العام، حاصرت القوات المسيحية مخيم تل الزعتر لمدة 52 يومًا. أرسل الجميل مجموعة من قواته، ودخلت المخيم من خلال المجارير ثم فجروا مخزن الذخيرة فيه، وأًعتبر ذلك الضربة القاضية التي أدت لسقوط المخيم. بعد إقتحام المخيم، قتل قوات الكتائب أكثر من 3000 مدني فلسطيني في مجزرة تل الزعتر. قاد الجميل أيضًا معركة الفنادق والتي انتهت بطرد الجبهة اللبنانية من بيروت الغربية.

### الصراع مع سوريا
في 1976، أصبح بشير الجميل قائد قوات الكتائب النظامية بعد مقتل وليم حاوي قنصًا في معركة تل الزعتر ضمن الجبهة اللبنانية، وأسس القوات اللبنانية ضمن الجبهة اللبنانية. عارضت الجبهة منظمة التحرير الفلسطينية وتحالفت مع سوريا. في 1977، زوده الموساد بجهاز تلكس لإستقبال وإرسال الرسائل النصية من أجل تسهيل تواصله مع تل أبيب.

#### حرب المئة يوم
قاد الجميل قواته في حرب المئة يوم عام 1978، عندما دارت مواجهات عنيفة مع الجيش السوري على مدار 3 أشهر، وانتهت بإتفاق بوساطة عربية انسحب السوريون على إثره من بيروت الشرقية وانتهى التحالف بين الجبهة اللبنانية وسوريا. استخدم السوريون المباني العالية مثل برج رزق في الأشرفية وبرج المر وبقيوا لمدة 90 يومًا. حصل صراع آخر بقرب منطقة السودوكو في الأشرفية. في هذه الفترة، كانت إسرائيل الداعم الأوّل للجبهة اللبنانية.

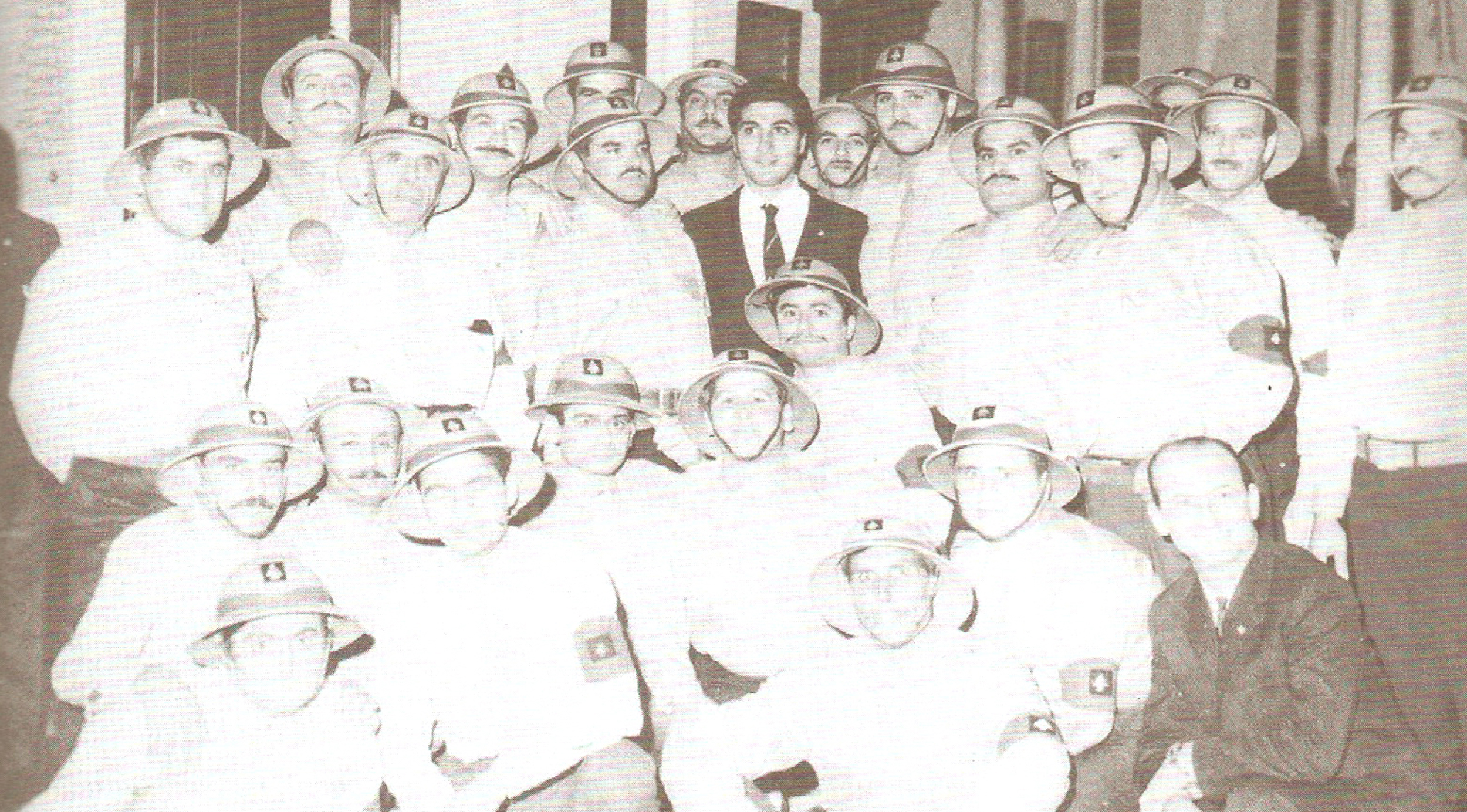
الجميل مع قوى الكتائب النظامية

#### معركة زحلة
في 1981، حصلت إحدى أكبر المعارك من الجانب العسكري والسياسي بين القوات اللبنانية والقوات السورية، في مدينة زحلة بالبقاع، أكبر منطقة مسيحية في شرق لبنان. إستطاعت القوات اللبنانية مواجهة السوريون وقلب النتيجة بمساعدة 92 من المغاوير أرسلوا من بيروت. بدأت المعركة في 2 أبريل 1981 وإنتهت بوقف إطلاق النار وإرسال قوى الأمن الداخلي اللبنانية إلى زحلة، وعودة المغاوير إلى بيروت في 1 يوليو 1981.

### التوترات في الجبهة اللبنانية
رغم نجاحها في مواجهة الفلسطينيين والسوريين، أدى عاملين رئيسيين إلى تفكك الجبهة اللبنانية في نهاية المطاف.

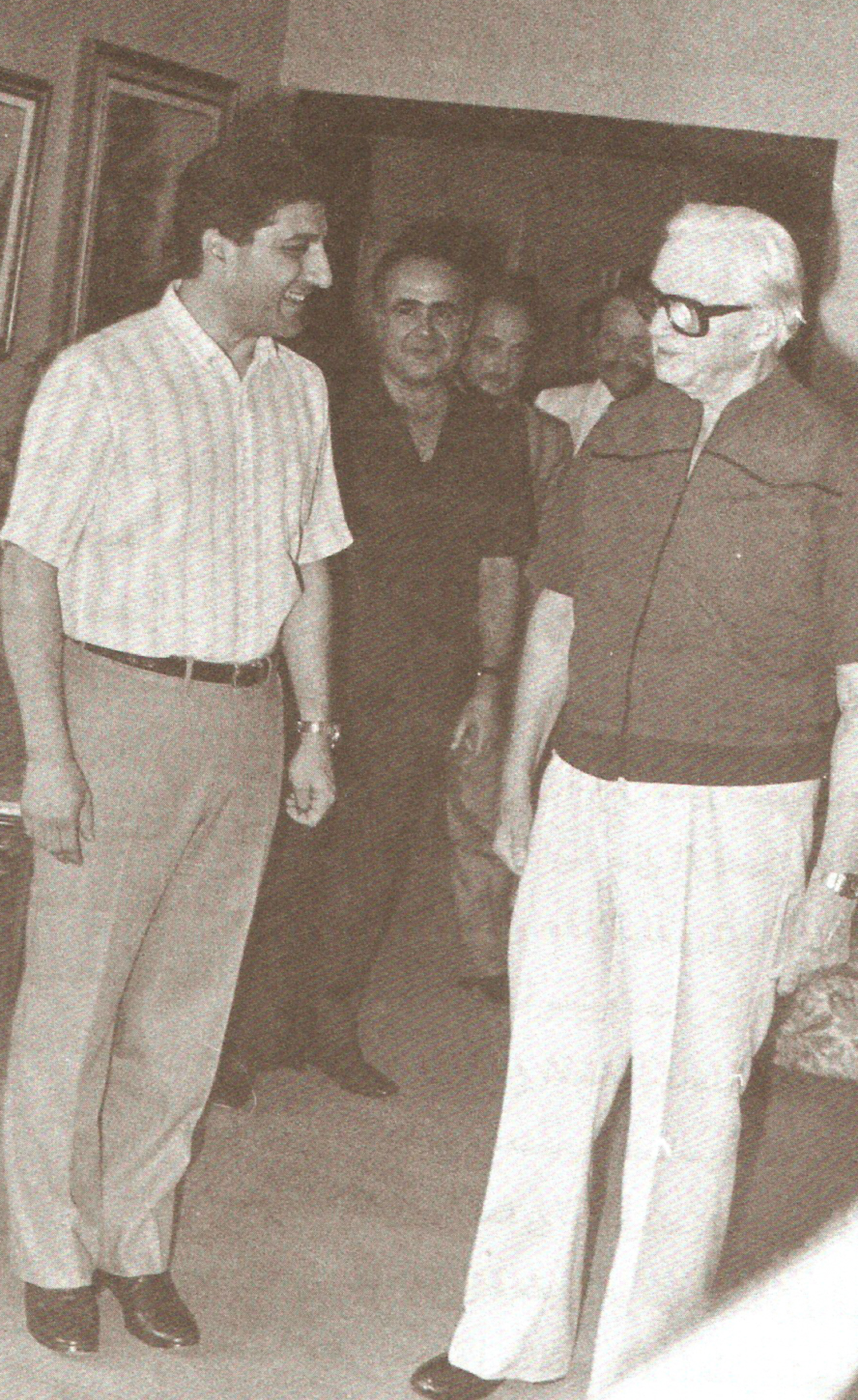
الجميل مع الرئيس السابق كميل شمعون

#### مجزرة إهدن
بعد اغتيال العديد من أعضاء الكتائب عبر جيش تحرير زغرتا تحت قيادة طوني فرنجية من تيار المردة، وهو حليف في الجبهة اللبنانية، دعا الجميل إلى اجتماع عاجل لتحديد ما سيفعله بهذا الشأن. في البداية، أُقترحت فكرة إعتقال طوني فرنجية وإجباره على تسليم أعضاء ميليشيا المردة الذين قتلوا الكتائبيين. لكن، بعد نقاشات عديدة، قرر الجميل إرسال بعثة تقوم بإعتقال الأعضاء الذين قتلوا الكتائبيين بنفسها، وتكون العملية يوم الثلاثاء بحيث يكون طوني فرنجية قد أنهى عطلته وغادر إهدن. في 13 يونيو 1978، أرسل الجميل فرقة من قواته بقيادة سمير جعجع وإيلي حبيقة إلى إهدن، وبدأت المعركة على الفور مع وصول الفرقة، وإنتهت بمقتل طوني فرنجية وعائلته، بالإضافة إلى العشرات من مقاتلي ميليشيا المردة، وعرفت بمجزرة إهدن. غضب الجميل من هذه الحادثة، لكنه وقف بجانب رجاله.

#### مجزرة الصفرا
واجه الجميل والكتائب منافسةً أيضًا من النمور. حدثت العديد من الاشتباكات بينهما، وتعود أسبابها عمومًا إلى الخلاف حول توزيع ضرائب الحرب والمعدّات العسكرية التي تزودها إسرائيل. ادعت النمور أن الجميل ينتهك حصّتها، واتّهم الأخير ببيع الأسلحة للفلسطينيين. في فبراير 1980، استدعى الموساد، بإيعاز من مناحيم بيغن، كلّا من الجميل وداني شمعون إلى القدس. أمرهما بيغن بالتعاون وهدّد بقطع الدعم الإسرائيلي إذا لم يتوحّدا.
على الرّغم من ذلك، أراد الجميل أن يكون «المحاور المسيحي الوحيد لإسرائيل»، وتزامن ذلك مع تصاعد التوتر في يونيو 1980. في 7 يوليو، أرسل قوّاته إلى الصفرا، حيث كان شمعون وأعضاء ميليشيا النمور يقضون إجازتهم، وتفاجئوا بالهجوم. قتل 83 منهم في ما عرف بمجزرة الصفرا، بإستثناء شمعون، الذي قام باللجوء إلى بيروت الغربية.
رتّب على الفور اجتماعًا مع قادة الكتائب والوطنيين الأحرار، بما في ذلك كميل شمعون، اقترح فيه دمج الميليشيتين في القوات اللبنانية يقودها هو بنفسه، ووافق الحاضرون. يصف آلان مينارغ هذه الأحداث بأنها «كانت أعمالًا دمويةً وأصبح بشير بعدها القائد وكان يطمح لأن يكون الشخص الوحيد القادر على استهداف المعسكر المنافس داخل الموارنة». عارض أخيه أمين هذه الخطوة، ورفض أن تشمل عملية الدمج الوحدات الموالية له، إلا أن والدهما بيار تدخّل وأمرها بتسليم الأسلحة الثقيلة إلى القوات اللبنانية. استسلم جزء من الوطنيين الأحرار، إلا أن البعض الآخر قرر مواجهة الجميل. في 10 نوفمبر، انفجرت سيارتان في الأشرفية، تاركةً 10 قتلى و92 جرحى. بعد 10 أيام، أمر نخبة قواته باقتحام معاقلهم في عين الرمانة. بعد يومين من القتال، هُزم الوطنيين الأحرار، وسيطرت القوات اللبنانية على ما تبقّى من المنطقة. اعتبر الجميل أنّ «توحيد البندقية المسيحية» قد اكتملت، وطلب من جنوده ارتداء شارة القوات بدلًا عن شارات ميليشياتهم السابقة.

### الغزو الإسرائيلي للبنان

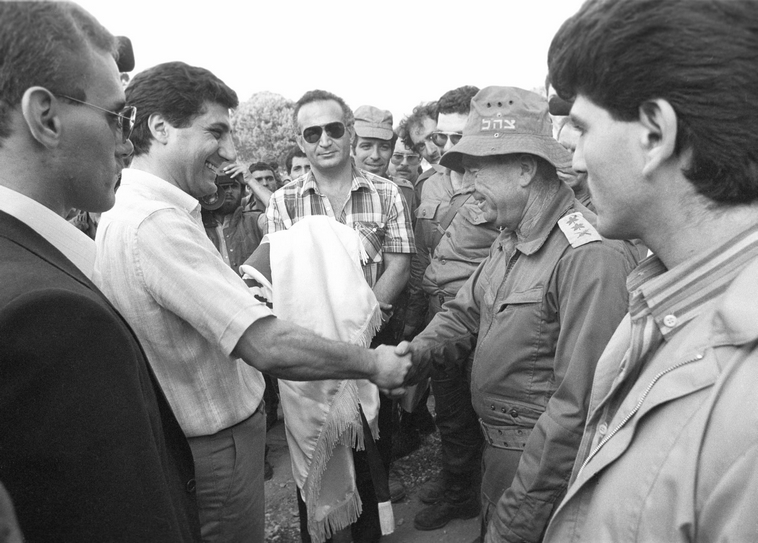
الجميل مصافحاً رئيس الأركان في الجيش الإسرائيلي رفائيل إيتان في 1982.

في 1982، غزت إسرائيل لبنان، وكان وزير الدفاع الإسرائيلي أرئيل شارون قد إجتمع بالجميل قبل الغزو بعدّة أشهر وأخبره بأن قوات الدفاع الإسرائيلية تخطط لغزو لبنان لطرد الفلسطينيين وإيصاله إلى رئاسة الجمهورية. استمرت إسرائيل بتقديم الدعم للقوات اللبنانية عسكريًا وسياسيًا.
إلتقى الجميل بهاني الحسن ممثلًا عن منظمة التحرير، وأخبره بأن إسرائيل قادمة لـ«مسح منظمة التحرير نهائيًا» ونصحه أن يخرجوا من لبنان بسلام قبل فوات الآوان، إلا أن الحسن غادر بلا رد.
حصل الغزو وخرجت منظمة التحرير من لبنان في أغسطس 1982. في 24 يوليو، أعلن الجميل ترشحّه لرئاسة الجمهورية.

### رئاسة الجمهورية
في 23 أغسطس، أنتخب الجميل رئيسًا للجمهورية، بعد حصوله على 57 صوتًا من أصل 62 نائبًا حضروا الجلسة النيابية. شُكِّكَ بنزاهة الانتخابات بسبب إجبار عدد من النواب على حضور الجلسة بالقوة لإكمال النصاب، بالإضافة إلى تواجد قوات إسرائيلية خارج مقرّ المجلس، ما دفع معارضيه إلى وصفه «رئيسًا على الدبابة الإسرائيلية».
في 25 أغسطس، وصلت قوات حفظ السلام الدوليّة، والتي تكوّنت من أغلبية فرنسية-أمريكيّة-إيطالية للإشراف على مغادرة منظمة التحرير من لبنان. وبالفعل غادر ياسر عرفات بيروت متوجّها إلى أثينا عاصمة اليونان، ورغم طلب الجميل بقاء هذه القوات لفترة إضافية، إلا أن الولايات المتحدة رفضت ذلك وغادرت لبنان في 10 سبتمبر.
في 1 سبتمبر، 1982، بعد انتخابه كرئيس للجمهورية بأسبوع، إجتمع برئيس الوزراء الإسرائيلي مناحم بيجين في نهاريا. قام بيجين بتوبيخ الجميل معتبرًا أنه يحاول التهرّب من توقيع معاهدة صلح مع إسرائيل، وأمره بإدلاء تصريح حول الصداقة بين البلدين، وهدّده بأنه سيحتل جنوب لبنان في حال عدم إتمام الصلح. شكر الجميل جهود إسرائيل في دعم الجبهة اللبنانية واقترح تشكيل لجنة تتألف من إثنين لبنانيين وإسرائيليين لصياغة نصوص السلام وتحديد الأجندة التي سيلتزم بها الطرفان، مؤكدًا رغبته في توقيع المعاهدة وإقامة تحالف معهم.
في 12 سبتمبر، زار شارون منزل الجميل في بكفيا كمحاولة لتهدئة أجواء التوتّر بعد اجتماع نهاريا، وأكّدا على أهميّة الصداقة التي تجمع الإسرائيليين والمسيحيين في لبنان. تناقشا حول التنسيق بين الجيش اللبناني والإسرائيلي خلال رئاسة الجميل، وأشارا إلى التحضير لتنفيذ عملية مشتركة ضد الفلسطينيين في مخيما صبرا وشاتيلا والمدينة الرياضية، بالإضافة إلى هجوم ثنائي في المستقبل ضد الجيش السوري لدفعه نحو الإنسحاب من لبنان. كما اعتبر الجميل أنّه قد حان آوان الشروع في معاهدة الصلح، لكنّه ربط ذلك بنقطتين، الأولى هي إخراج الجيش السوري، والثاني هي ردّة الفعل العربية، فعلى الرغم من أنّه عبّر عن عدم اهتمامه بالمصالح العربية في لبنان، إلا أنّه أبدى تخوّفه من أزمةٍ اقتصادية ستنتج في حال مقاطعة الدول العربية له على غرار مصر.

## اغتياله
في 14 سبتمبر 1982، بينما كان بشير الجميل يخطب في زملائه من أعضاء حزب الكتائب في معقلهم بالأشرفية، انفجرت قنبلة في الساعة 4:10 مساءًا وأدت إلى مقتل بشير و26 سياسيًا كتائبيًا. لم يستطع أحد التعرف على الجثة من خلال وجهه إلا أنها عرفت لاحقًا من خلال خاتم الزواج الذي كان يرتديه ورسالة موجهة له كان يحملهما. في الصباح التالي، بعد أن إنتشرت إشاعات حول نجاة الجميل، وأن طائرة مروحية قد قدمت ونقلته إلى المستشفى، أكد رئيس الحكومة شفيق الوزان أن بشير الجميّل قد قتل.
إتهم بالإغتيال حبيب الشرتوني وهو مسيحي ماروني وعضو في الحزب السوري القومي الاجتماعي وقد اعتُقِل بهذه التهمة. إستطاع الشرتوني تنفيذ العملية الاغتيال لأن أخته كان تعيش في الشقة فوق الغرفة التي كان الجميل فيها. قبل الحادثة بيوم، زار الشرتوني أخته، وزرع القنبلة في شقتها. في اليوم التالي، إتصل بها ودعاها للخروج من المبنى. بعد خروجها منه، قام بتفجير القنبلة عبر جهاز تفجير عن بعد، واُعْتُقِل عندما عاد للإطمئنان على أخته. إعترف الشرتوني لاحقًا بالجريمة، وأعلن أنه «نفذ حكم الشعب اللبناني على الجميل» لأنّ «بشير باع لبنان إلى إسرائيل». يعتبر الشرتوني، مثل الجميل، شخصية مثيرة للجدل، ويعتبره معارضو الجميل «بطلًا قتل قاتلًا» أما مؤيدوه فيرونه «قاتلًا قتل بطلًا».
سجن الشرتوني لمدة 8 سنوات حتى سيطرت القوات السورية على لبنان مع نهاية الحرب الأهلية وقامت بتحريره في 13 أكتوبر 1990.

### ردود الفعل
أدانت إسرائيل عملية الإغتيال إلى جانب الرئيس الأمريكي رونالد ريغان الذي كان أحد مؤيدي الجميّل وقد قال عنه: «لقد جلب هذا الزعيم الشاب الأمل إلى لبنان».
أنتخب الأخ الأكبر له أمين الجميل بدلًا عنه رئيسًا للجمهورية، وتولّى المنصب بين 1982 و1988. أعتبر الكثيرين أخيه مختلفًا في الطبع وأكثر إعتدالًا وتوازنًا من أخيه. لم يرض الكثير من أتباع بشير الجميل بأسلوب وتوجهات أمين الجميل، ما أدى إلى استقلال القوات اللبنانية عن حزب الكتائب وتحولها إلى حزب خاص بها.
ظهرت نظريات مختلفة في قضية اغتيال الجميّل. وكانت الكثير من أصابع الاتهام قد أشارت إلى النظام السوري والرئيس السوري حافظ الأسد. غير أن هناك من يتهم إسرائيل بأنها هي من طلبت تنفيذ عميلة الاغتيال سرًا، بعد أن ظنوا أن بشير الجميّل كان سيؤخر عملية السلام بين لبنان وإسرائيل بسبب طلبه إجماع اللبنانيين والعرب على اتفاقية السلام. ألقى مكتب التحقيقات الفيدرالي اللوم على الحزب وحمّله مسؤولية الهجوم الذي صنّفه «هجومًا إرهابيًا».

#### مجزرة صبرا وشاتيلا
مجزرة صبرا وشاتيلا هي مقتل ما بين 762 و3500 مدني أغلبهم من الفلسطينيين واللبنانيين الشيعة عبر ميليشيا تابعة لحزب الكتائب في مخيمي صبرا وشاتيلا للاجئين في بيروت.
كان الدافع المعلن وراء المجزرة الإنتقام لإغتيال بشير الجميل. عندما ظن أعضاء الميليشيا أن الفلسطينيين هم المسؤولون عن إغتياله. كان الجميل وشارون قد تحدثا مبكرًا عن تنفيذ عملية في صبرا وشاتيلا ضد الفلسطينيين، ويعتبر البعض بسبب ذلك أن الحادثة مخطط لها من قبل اغتيال الجميل.

## الحياة الشخصية
تزوج بشير الجميل من صولانج الجميل عام 1977، أنتخبت نائبة في البرلمان اللبناني وتدير حاليًا مؤسسة بشير الجميل السياسية والإعلامية. له من زوجته صولانج 3 أبناء: الأولى هي مايا، قتلت في 23 فبراير 1980 بعمر 18 شهر إثر تفجير سيارة مفخخة كانت تستهدف الجميل. الثانية هي يمنى، ولدت عام 1980، تحمل شهادة في العلوم السياسية في باريس ولها ثلاثة أبناء أيضًا، أحدهم يحمل اسم بشير. أما الثالث فهو نديم، الذي ولد قبل أشهر قليلة من اغتيال بشير وتحديدًا في 1 مايو 1982، كان تلميذًا في القانون وناشطًا سياسيًا، وأنتخب نائبًا في البرلمان في دورتي 2009 و2018.

## الإرث
يعتبر المسيحيون في لبنان وخصوصًا مؤيدو القوات اللبنانية بشير الجميل بطلًا قوميًا ومقاومًا وشهيدًا، ومدافعًا عن حقوقهم. على الجانب الآخر، يرى المعارضون له أنه ارتكب خيانةً عظيمة من خلال تعامله مع إسرائيل، كما يصنّفونه كمجرم حرب نظرًا لأسلوبه العنيف في المعارك والعمليات العسكرية التي أدت لمقتل عدد كبير من المدنيين عن عمد.
أُقيم نصب تذكاري له في ساحة سيسين بالأشرفية في بيروت، وسمي شارع بإسمه على بيروت.

## المكتبة
- ضمير وتاريخ، مؤسسة بشير الجميل
- بشير الجميل، تاريخ في رجل، جورج حايك
- Words From Bachir - Understanding the Mind of the Founder of the Lebanese Forces، راني جحا
- رجل النهضة، بشير الخوري

## وصلات خارجية
- بشير الجميل على موقع الموسوعة البريطانية (الإنجليزية)
- بشير الجميل على موقع مونزينجر (الألمانية)
- جبهة الحرية تقدم الرئيس بشير الجميل نسخة محفوظة 5 يوليو 2008 على موقع واي باك مشين.
- موقع القوات اللبنانية الرسمي

| المناصب السياسية | المناصب السياسية                            | المناصب السياسية |
| ---------------- | ------------------------------------------- | ---------------- |
| سبقه إلياس سركيس | رئيس الجمهورية اللبنانية اغتيل قبل أن يتسلم | تبعه أمين الجميل |